# Eryngium ramboanum
Eryngium ramboanum é uma planta brasileira, endêmica da Mata Atlântica .
Está incluída na lista oficial de espécies ameaçadas de extinção do Rio Grande do Sul como criticamente em perigo.